# مسجد قدیمی نیازآباد
مسجد قدیمی نیازآباد مربوط به دوره قاجار است و در شهرستان خواف، روستای نیازآباد واقع شده و این اثر با شمارهٔ ثبت ۲۹۰۴۷ به‌عنوان یکی از آثار ملی ایران به ثبت رسیده‌است.